# NK Postira
NK Postira je nogometni klub iz mjesta Postira na otoku Braču. Osnovan je 1948. pod imenom Kolektivac. 
 Prvi predsjednik kluba bio je Zvonko Orlandini. Godine 1990. mijenja ime u Postira.
Klub se natječe u 4. HNL – Jug.